# Qingshan
Qingshan is een plaats in Songbai in de stad Yangchun in de prefectuur Yangjiang in de Chinese provincie Guangdong. De Gevangenis van Yangchun is een gevangenis in Qingshan.